# 江充
江充（？—前91年），字次倩，本名江齊，西汉趙國邯鄲（今河北省邯郸市）人。江齊原為趙王刘彭祖的上賓，後因與趙太子劉丹不合，受其派人追捕，江齊為此改名江充逃入长安，並上書控告劉丹犯下諸多不法之事，終使劉丹被廢黜。
汉武帝在犬台宮召見江充時對他頗為中意，此後江充以谒者的身分出使匈奴，返國後一度官至水衡都尉。漢武帝晚年患病，江充因自己曾得罪過太子刘据，擔憂太子繼位後會遭其殺害，為此謊稱漢武帝之所以患病，原因是皇宮中有蠱氣，漢武帝信以為真，派江充專責調察，江充後於太子的宮殿內挖掘出桐木做的人偶，太子極為恐懼，卻又無法向漢武帝辯白，最終太子接受少傅石德的建議，矯詔誅殺江充。
然則此舉使漢武帝誤以為太子起兵謀反，而詔命丞相劉屈氂平叛，太子兵敗逃亡，後於湖縣泉鳩里自縊，大批官員亦受到牽連而遇害，死傷人數高達數萬，西漢政局陷入嚴重的動盪，史稱「巫蛊之祸」。

## 生平

### 告發劉丹
江充原名江齊，他有一名擅長彈琴歌舞的妹妹，嫁給了趙國的太子劉丹。江齊亦得到趙王刘彭祖的寵幸，成為趙王的上等賓客。
時間一久，趙太子劉丹懷疑江齊把自己的隱私告訴給趙王，因此與江齊關係不和，劉丹派官吏追捕江齊卻沒有抓到，就轉而抓捕他的父親、哥哥進行審訊，將他們全部斬首示眾。江齊於是隱藏行跡逃亡，向西進入函谷关，更名為江充，此後江充向朝廷告發趙太子劉丹與同母所生的姐姐，以及趙王後宮的妃妾通姦淫亂，並勾結郡國有勢力的不法之徒，搶劫作亂，官吏們都無法禁止。告發的奏書呈上給漢武帝後，漢武帝大怒，派遣使者調集郡中的官吏士卒，包圍趙王的宮殿逮捕趙太子劉丹，將他押解到魏郡的诏狱，交給廷尉審問，依法判處劉丹死刑。
趙王劉彭祖是漢武帝的異母兄，他上書為兒子劉丹訟冤說：「江充是逃亡的小臣，隨意編造奸邪的謊言，以此來激怒聖明的朝廷，想要藉由天子來報復私人恩怨，以後即使被烹殺、剁成肉醬，他也不後悔。我願意挑選趙國裡的勇猛敢死之士，跟從大軍攻打匈奴，竭盡全力，來為劉丹贖罪。」 然而漢武帝不答應，依舊將趙太子廢黜。

### 漢武寵信
起初，漢武帝於上林苑裡的犬台宮召見江充，江充請求以平時穿戴的服飾拜見，漢武帝答應了。江充身穿細薄绉纱做的襌衣，後衣襟交錯下垂如燕尾，頭戴輕紗步搖冠，繫帽的帶子為飛禽的羽毛製成。江充的身材魁梧高大，儀表堂堂，漢武帝遠遠望見覺得很奇特，對左右的人說：「燕、趙一帶本來就有許多的奇人異士。」江充來到漢武帝面前，漢武帝向他詢問當時的國家政事，對江充的回答感到很滿意。
江充於是趁機請求出使匈奴。漢武帝下詔詢問他出使的方略，江充回答說： 「根據形勢變化來制定具體的對策，以敵人做為參考的對象，事情不可預先設計。」漢武帝讓江充擔任謁者，出使匈奴回來後，便任命他為直指繡衣使者，負責督察三辅京畿地區的盜賊，禁止與調查官民超過制度許可的行為。當時地位尊貴的外戚，以及皇帝的近臣們大多奢侈僭越，江充一一檢舉彈劾，並上奏請求沒收這些人的車馬，讓他們到北軍待命，等候攻打匈奴。漢武帝批准了江充的奏書。江充立即移送文書給光祿勳和中黃門，拘捕那些應當要送到北軍的近臣、侍中，並把彈劾文書轉送給看守宮門的衛士，讓他們禁止那些被彈劾者在沒有命令的情況下出入宮殿。於是這些顯貴、外戚的子弟們都惶恐不安，他們紛紛前去拜見漢武帝，叩頭乞求哀憐，希望能夠交錢給朝廷贖罪。漢武帝答應了他們的請求，命令他們分別按照各自的官職等級交錢送到北軍，總計上交的數量共有幾千萬錢。漢武帝認為江充忠誠正直，嚴格執法，不曲意迎合，說的話都符合自己的心意。

### 威震京師
江充某次外出巡視，正巧碰到館陶長公主的車馬在馳道上行走，江充大聲喝斥，詢問公主原因，公主說：「有太后的詔書。」江充說：「只有公主能在馳道上行走，隨從車騎都不可以。」對公主的隨從車騎皆加以彈劾，全部沒收充公。
後來江充隨同漢武帝前往甘泉宮，遇見太子的親信使者乘車馬在馳道中行走，江充把使者交給官吏處理。太子刘据聽說這件事後，就派人向江充道歉說：「我並不是吝惜車馬，而是實在不願意讓皇上知道此事，使皇上認為我平時對身邊的人疏於管教。希望江君您能寬恕此事。」江充不答應，仍向漢武帝上奏。漢武帝說：「做臣子的應當如此。」江充因此大受漢武帝的信任和重用，其威名傳遍了整個京師。
後來江充升遷為水衡都尉，他的宗族、朋友中許多人都得到他的幫助，過了很長一段時間後，江充因觸法而被免官。

### 讒害太子
恰逢陽陵人朱安世告發丞相公孫賀之子太仆公孙敬声以巫蠱詛咒皇帝，事情牽連到阳石公主和诸邑公主，公孫賀父子都因此被殺。後來漢武帝巡幸甘泉宮，得了病，江充見漢武帝年紀大了，害怕他去世後自己將被太子劉據誅殺，於是趁機策劃奸險的計謀，上奏說漢武帝得病是因為有巫蠱在作祟。於是漢武帝任命江充為使者，追查巫蠱之事。江充指揮胡人巫師到處掘地尋找木偶，逮捕從事巫蠱和夜間祭祠詛咒的人，以及能見鬼的巫師。江充還讓胡人巫師汙染土地，偽造祭祀的場所，抓捕審問有關的人，用燒紅的鐵鉗灼人的身體，強逼犯人伏罪。百姓們輾轉以巫蠱相互誣告，牽涉到的官吏動輒以大逆不道之罪彈劾，受此牽連而被處死者前後有數萬人。
當時，漢武帝已經年邁，懷疑身邊的人都在以巫蠱詛咒他，不論是否真有此事，沒人敢申訴他們的冤情。江充領會漢武帝的心思，遂趁機指使胡巫檀何欺騙漢武帝說：「宮中有巫蠱之氣，如果不將之除去，陛下的病體難癒。」漢武帝於是派江充進入皇宮，直至宮禁的深處，毀壞御座，掘地尋找巫蠱，又命按道侯韓說、御史章贛、宦官蘇文等人協助江充。江充先審訊後宮中不受皇帝寵愛的夫人，依次查到皇后卫子夫，最終到太子劉據的宮中挖掘巫蠱，皇后及太子宮殿內的各處地面皆被翻遍。江充在搜查後揚言：「於太子宮中找到的桐木雕刻人偶最多，還有寫在絲帛上的文字，裡面的內容大逆不道，應當奏聞陛下」。
太子心中恐懼，詢問少傅石德應當如何處理。由於石德害怕自己是太子的老師會受到牽連被殺，便對太子説：「先前公孫賀父子、兩位公主以及衛伉等人都被指稱犯了巫蠱之罪而被處死，如今巫師與皇上的使者又從宮中挖出證據，不知是巫師放置的呢，還是確有此事，現在又無法辯白清楚。您可假傳聖旨，將江充等人逮捕下獄，徹底追究其奸謀。況且陛下得病住在甘泉宮，皇后和您派去問安的官屬都沒能見到陛下，現在連陛下是否還健在都不清楚，而奸臣竟敢如此行事，難道您忘了秦朝太子扶苏的事了嗎！」太子説：「我這作兒子的怎能擅自誅殺大臣！不如向父皇謝罪，或許能僥倖無事。」太子原本打算親自前往甘泉宮向漢武帝解釋，然而江充卻緊抓巫蠱之事大肆逼迫太子，太子想不出別的辦法，於是按照石德的計策行事。
征和二年的七月，太子派門客冒充皇帝的使者，抓捕江充等人。其中韓說懷疑使者有詐，不肯接受詔書，被太子的門客殺死。而江充被捕後，太子親自斬殺他，罵道：「趙國的奴才！擾亂你國王的父子仍不夠嗎？還要再來擾亂我們父子！」並將江充手下的胡人巫師燒死在上林苑中，然而太子也因此而敗亡。後來漢武帝知道是江充在背後搗鬼，夷滅了江充的三族。

## 評價
- 錢時：小人進身用事，未嘗不託忠直以行其狡險。人主弗察而輕授之權，則鮮有不為大奸劇惡以亂天下。江充、盧杞之徒是也。充為趙王客，而詣闕告趙太子陰事，則其人可知矣。一旦驟用，舉劾不避權貴，此如市井惡少，得所依憑，即逞其暴豪，肆其凌轢，而無所顧忌，謂之忠直固不可也。觀其奏白太子家使，與劾「不下司馬門」無以異。然而君子之論，若黑白之不侔者，釋之之志在守法奉公，而充之志在立威取寵耳。日胎月醖，卒至以巫蠱殺皇后、太子，而帝不悟推原禍賊，與前日之讒趙太子同一機也。吁！戒之哉[4]！
- 丁耀亢：非江充殺太子也，武帝自殺其子也。充本陰險小人，而寵之，以喘物為奇，安得不屠人父子也？養狼而使視稚，其不盡食稚者幾稀。武帝窮兵極慾，陰殘之氣及於骨肉，天也。吾於江、蘇也何誅？孟子曰：不仁哉，梁惠王也。以其所不愛，及其所愛，堯母之命小人有以窺其隙矣[5]。
- 鍾惺：漢初定天下，洞疑臣下，欲鉤其陰，故重告變之法，賁赫輩以此封侯。武帝雄察之主，承之不改。而一種陰賊小人，如江充者乘之。始以逃死，終以規利。用之趙太子而效，用之貴戚而效，用之公主而效，所謂「取必於萬乘，以報私怨，後雖烹醢，計猶不悔」，是此輩所以安身立命者也。氣盛計酬，志高機熟，騎虎難下，操刀必割。無已而用之皇太子。用之皇太子，是亦不可以已乎？曰：非也。上以是用充，充非此無以自固於上。用之皇太子，充盡頭一著已托出無餘，充雖強黠，恐亦莫能自必。然上猶曰：「人臣當如是矣。」充何憚而不用之皇太子，以博上此一語哉？獸窮鳥困，不得不出於巫蠱一事，以為僥幸自出之途。而雄察之主，至以社稷之重、骨肉之親，供其用而不之悔。「開國承家，小人勿用」，此之謂也。然充以其術亂趙，先充死而收其父兄棄市者，趙也。又以其術亂漢，後充死而夷三族者，漢也。雖不足盡其辜，天處賊奴亦快哉[6]！

## 延伸閱讀
[在维基数据编辑]
 《漢書/卷045》，出自班固《漢書》